# Olympische Sommerspiele 1956/Leichtathletik – 200 m (Frauen)

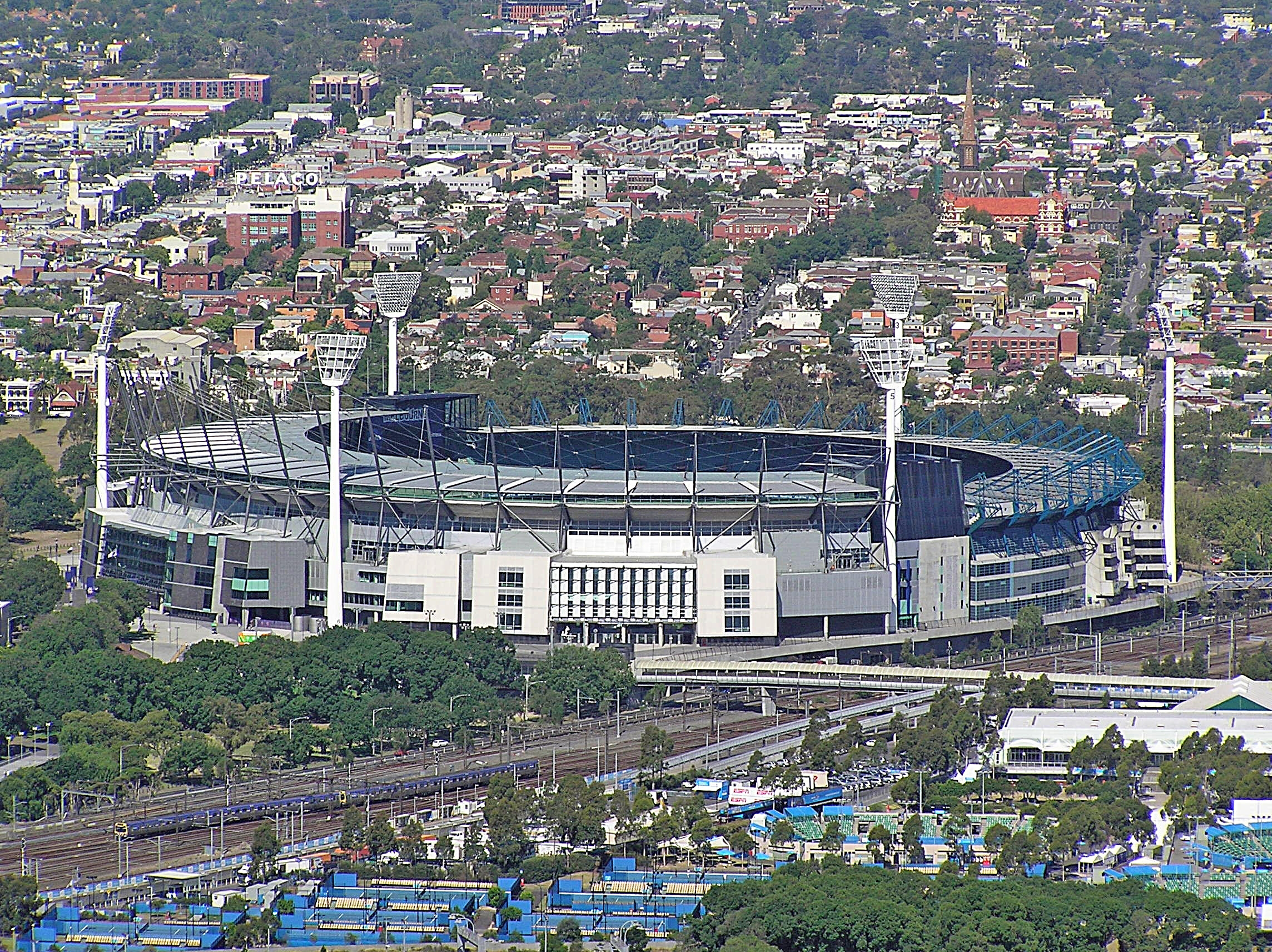
Melbourne Cricket Ground, Olympiastadion (hier im Jahr 2008)

Der 200-Meter-Lauf der Frauen bei den Olympischen Spielen 1956 in Melbourne wurde am 29. und 30. November 1956 im Melbourne Cricket Ground ausgetragen. 27 Athletinnen nahmen teil.
Die Platzierungen auf den Medaillenrängen waren exakt dieselben, wie beim vier Tage vorher absolvierten 100-Meter-Finale. Olympiasiegerin wurde die Australierin Betty Cuthbert. Die Deutsche Christa Stubnick, frühere Christa Seliger, verhinderte mit ihrer Silbermedaille einen australischen Doppelsieg. Bronze gewann die Australierin Marlene Mathews.
Neben Christa Stubnick gingen auch Gisela Birkemeyer, frühere Christa Köhler, und Inge Fuhrmann für Deutschland an den Start. Während Fuhrmann in ihrem Vorlauf ausschied, erreichte Birkemeyer wie Stubnick das Finale und wurde dort Sechste. Schweizer und österreichische Athletinnen nahmen nicht teil.

## Rekorde

### Bestehende Rekorde
| Weltrekord         | 23,2 s | Betty Cuthbert ( Australien)   | Sydney, Australien               | 16. September 1956 |
| Olympischer Rekord | 23,4 s | Marjorie Jackson ( Australien) | Halbfinale OS Helsinki, Finnland | 26. Juli 1952      |

### Rekordegalisierung
Die australische Olympiasiegerin Betty Cuthbert egalisierte den bestehenden olympischen Rekord von 23,4 s im Finale am 30. November.

## Durchführung des Wettbewerbs
27 Athletinnen traten am 29. November zu sechs Vorläufen an. Die jeweils zwei besten Läuferinnen – hellblau unterlegt – qualifizierten sich für das Halbfinale am selben Tag. Aus den Halbfinals erreichten die jeweils drei Erstplatzierten – wiederum hellblau unterlegt – das Finale am 30. November.

## Zeitplan
29. November, 15.20 Uhr: Vorläufe
29. November, 17.50 Uhr: Halbfinale

30. November, 17.15 Uhr: Finale
Anmerkung: Alle Zeiten sind als Ortszeit von Melbourne angegeben. (UTC + 10)

## Vorläufe
Datum: 29. November 1956, ab 15:20 Uhr

### Vorlauf 1
| Platz | Name           | Nation     | Offizielle Zeit handgestoppt | Inoffizielle Zeit elektronisch |
| ----- | -------------- | ---------- | ---------------------------- | ------------------------------ |
| 1     | Betty Cuthbert | Australien | 23,5 s                       | 23,60 s                        |
| 2     | Mae Faggs      | USA        | 24,9 s                       | 24,99 s                        |
| 3     | Diane Matheson | Kanada     | 25,7 s                       | 25,86 s                        |
| 4     | Mary Klass     | Singapur   | 26,3 s                       | 26,37 s                        |
| 5     | Maeve Kyle     | Irland     | 26,4 s                       | 26,57 s                        |

### Vorlauf 2

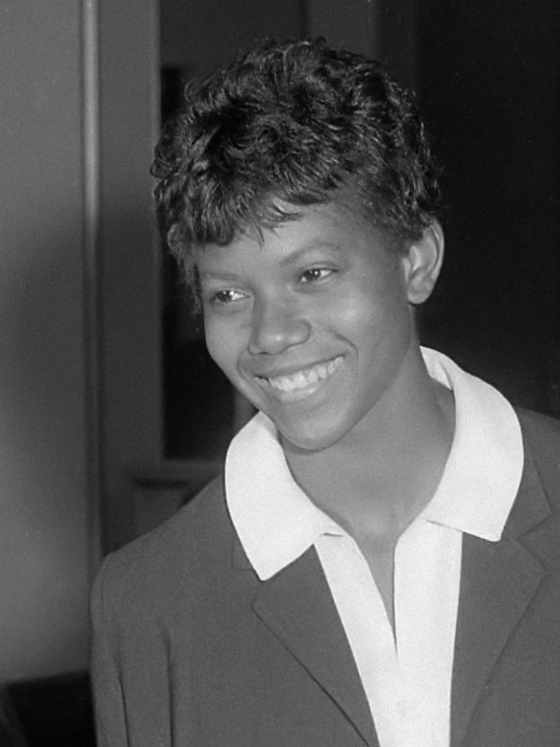
Wilma Rudolph – 1960 Sprintstar der Spiele von Rom – hier noch ausgeschieden als Dritte des zweiten Vorlaufs

| Platz | Name              | Nation            | Offizielle Zeit handgestoppt | Inoffizielle Zeit elektronisch |
| ----- | ----------------- | ----------------- | ---------------------------- | ------------------------------ |
| 1     | Marija Itkina     | Sowjetunion       | 24,1 s                       | 24,31 s                        |
| 2     | Gisela Birkemeyer | Deutschland       | 24,4 s                       | 24,53 s                        |
| 3     | Wilma Rudolph     | USA               | 24,6 s                       | 24,83 s                        |
| 4     | Genowefa Minicka  | Polen             | 25,0 s                       | 25,19 s                        |
| DNS   | Annie Choong      | Föderation Malaya |                              |                                |

### Vorlauf 3
| Platz | Name                  | Nation      | Offizielle Zeit handgestoppt | Inoffizielle Zeit elektronisch |
| ----- | --------------------- | ----------- | ---------------------------- | ------------------------------ |
| 1     | Christa Stubnick      | Deutschland | 24,5 s                       | 24,58 s                        |
| 2     | Norma Croker          | Australien  | 24,9 s                       | 25,10 s                        |
| 3     | Giuseppina Leone      | Italien     | 25,6 s                       | 25,77 s                        |
| 4     | Meredith Ellis        | USA         | 26,3 s                       | 26,46 s                        |
| DNS   | Catherine Capdevielle | Frankreich  |                              |                                |

### Vorlauf 4
| Platz | Name                | Nation           | Offizielle Zeit handgestoppt | Inoffizielle Zeit elektronisch |
| ----- | ------------------- | ---------------- | ---------------------------- | ------------------------------ |
| 1     | June Foulds         | Großbritannien   | 23,8 s                       | 24,00 s                        |
| 2     | Wera Jugowa         | Sowjetunion      | 24,9 s                       | 25,13 s                        |
| 3     | Letizia Bertoni     | Italien          | 25,2 s                       | 25,33 s                        |
| 4     | Claudette Masdammer | Britisch-Guayana | 25,4 s                       | 25,73 s                        |
| DNS   | Maria Kusion-Bibro  | Polen            |                              |                                |

### Vorlauf 5
| Platz | Name             | Nation         | Offizielle Zeit handgestoppt | Inoffizielle Zeit elektronisch |
| ----- | ---------------- | -------------- | ---------------------------- | ------------------------------ |
| 1     | Heather Armitage | Großbritannien | 24,8 s                       | 24,87 s                        |
| 2     | Barbara Sobotta  | Polen          | 24,8 s                       | 24,99 s                        |
| 3     | Simone Henry     | Frankreich     | 25,0 s                       | 25,13 s                        |
| 4     | Eleanor Haslam   | Kanada         | 25,3 s                       | 25,27 s                        |
| 5     | Olga Koschelewa  | Sowjetunion    | 25,3 s                       | 25,48 s                        |

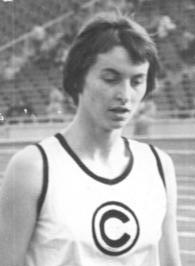
Inge Fuhrmann – ausgeschieden als Dritte des sechsten Vorlaufs

### Vorlauf 6
| Platz | Name              | Nation         | Offizielle Zeit handgestoppt | Inoffizielle Zeit elektronisch |
| ----- | ----------------- | -------------- | ---------------------------- | ------------------------------ |
| 1     | Marlene Mathews   | Australien     | 24,0 s                       | 24,16 s                        |
| 2     | Jean Scrivens     | Großbritannien | 24,3 s                       | 24,27 s                        |
| 3     | Inge Fuhrmann     | Deutschland    | 24,7 s                       | 25,05 s                        |
| 4     | Micheline Fluchot | Frankreich     | 24,9 s                       | 25,12 s                        |
| 5     | Maureen Rever     | Kanada         | 26,1 s                       | 26,17 s                        |

## Halbfinale
Datum: 29. November 1956, ab 17:50 Uhr

### Lauf 1

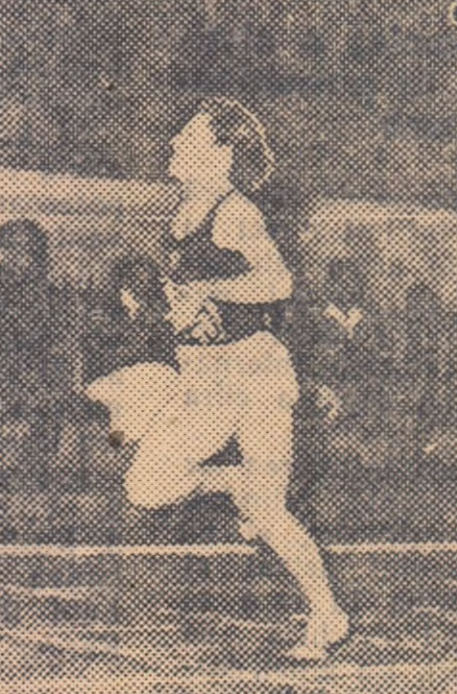
Maria Itkina – ausgeschieden als Vierte des ersten Halbfinals
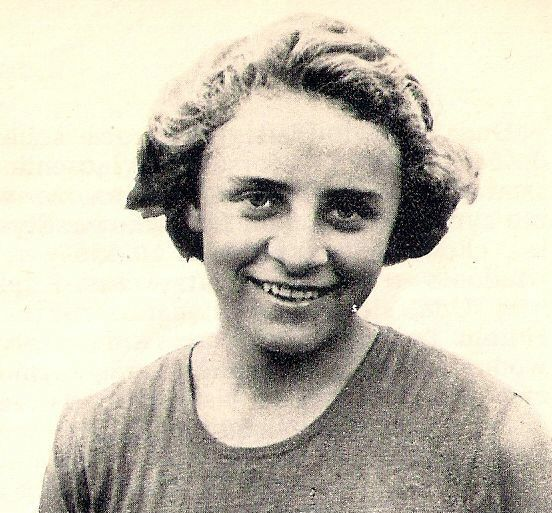
Barbara Sobotta – ausgeschieden als Sechste des ersten Halbfinals

| Platz | Name             | Nation         | Offizielle Zeit handgestoppt | Inoffizielle Zeit elektronisch |
| ----- | ---------------- | -------------- | ---------------------------- | ------------------------------ |
| 1     | Betty Cuthbert   | Australien     | 23,6 s                       | 23,75 s                        |
| 2     | Christa Stubnick | Deutschland    | 23,9 s                       | 24,17 s                        |
| 3     | Norma Croker     | Australien     | 24,3 s                       | 24,41 s                        |
| 4     | Marija Itkina    | Sowjetunion    | 24,3 s                       | 24,42 s                        |
| 5     | Jean Scrivens    | Großbritannien | 24,4 s                       | 24,66 s                        |
| 6     | Barbara Sobotta  | Polen          | 25,2 s                       | 25,12 s                        |

### Lauf 2
| Platz | Name              | Nation         | Offizielle Zeit handgestoppt | Inoffizielle Zeit elektronisch |
| ----- | ----------------- | -------------- | ---------------------------- | ------------------------------ |
| 1     | June Foulds       | Großbritannien | 24,2 s                       | 24,36 s                        |
| 2     | Marlene Mathews   | Australien     | 24,3 s                       | 24,42 s                        |
| 3     | Gisela Birkemeyer | Deutschland    | 24,3 s                       | 24,48 s                        |
| 4     | Heather Armitage  | Großbritannien | 24,7 s                       | 24,78 s                        |
| 5     | Mae Faggs         | USA            | 24,8 s                       | 25,06 s                        |
| 6     | Wera Jugowa       | Sowjetunion    | 24,9 s                       | 25,12 s                        |

## Finale

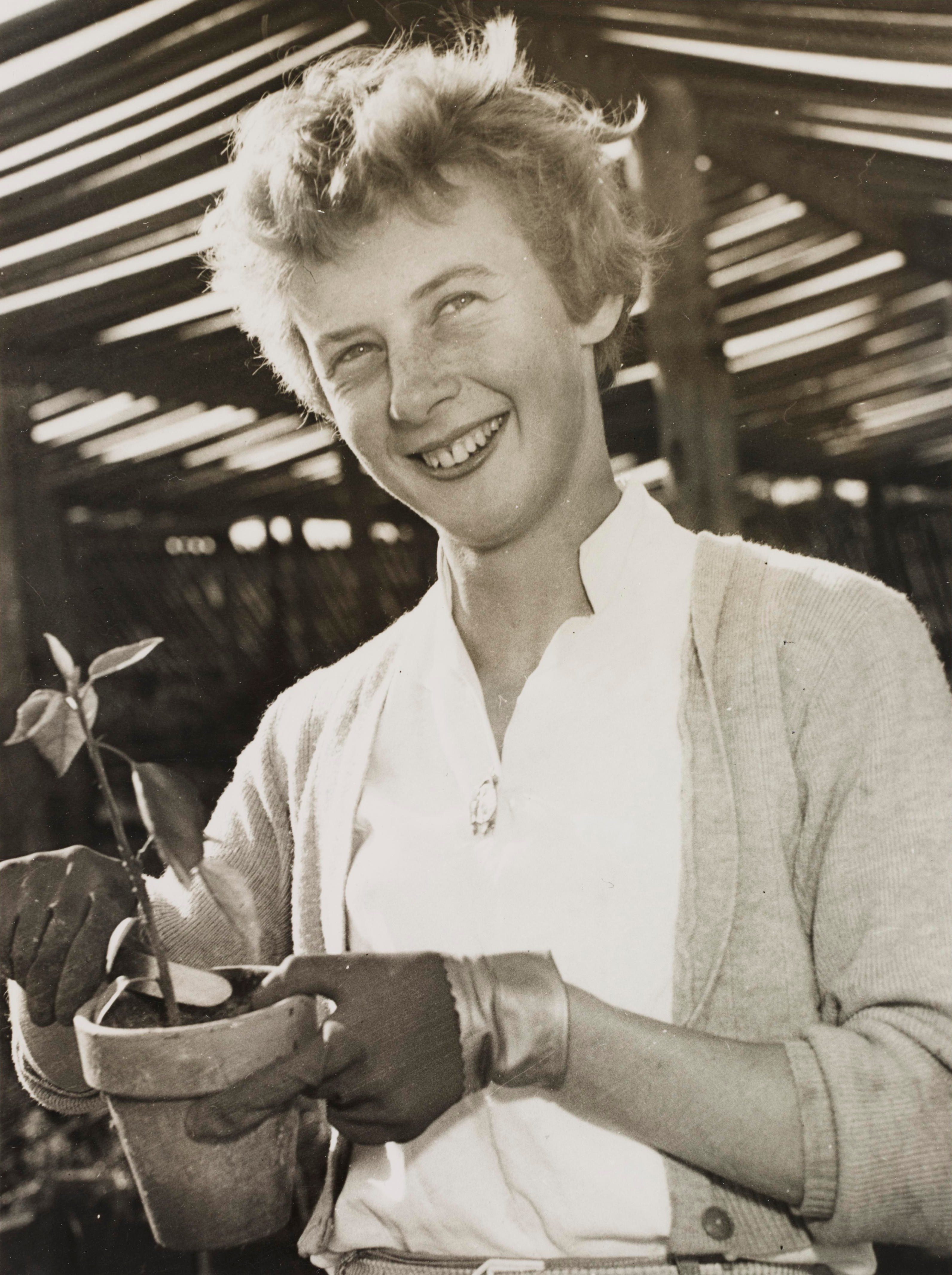
Betty Cuthbert errang ihre zweite von drei Goldmedaillen

Datum: 30. November 1956, 17:15 Uhr
| Platz | Name              | Nation         | Offizielle Zeit handgestoppt | Inoffizielle Zeit elektronisch |
| ----- | ----------------- | -------------- | ---------------------------- | ------------------------------ |
| 1     | Betty Cuthbert    | Australien     | 23,4 s ORe                   | 23,55 s                        |
| 2     | Christa Stubnick  | Deutschland    | 23,7 s0000                   | 23,89 s                        |
| 3     | Marlene Mathews   | Australien     | 23,8 s0000                   | 24,10 s                        |
| 4     | Norma Croker      | Australien     | 24,0 s0000                   | 24,22 s                        |
| 5     | June Foulds       | Großbritannien | 24,3 s0000                   | 24,30 s                        |
| 6     | Gisela Birkemeyer | Deutschland    | 24,3 s0000                   | 24,68 s                        |

Drei Australierinnen trafen im Finale auf zwei Deutsche und eine Britin. Auf der Zielgeraden hatten die Läuferinnen mit Gegenwind zu kämpfen, der noch bessere Zeiten verhinderte. Die australische Weltrekordhalterin Betty Cuthbert, vier Tage zuvor bereits Olympiasiegerin über 100 Meter, kam mit einem deutlichen Vorsprung aus der Kurve, den sie bis ins Ziel verteidigte. So gewann sie die zweite von drei Goldmedaillen bei diesen Olympischen Spielen. Auch ansonsten sah die Medaillenverteilung genauso aus wie über 100 Meter: Christa Stubnick aus Deutschland wurde Zweite, die Australierin Marlene Mathews kam auf Platz drei.
Christa Stubnick gewann die erste deutsche Medaille in dieser Disziplin.

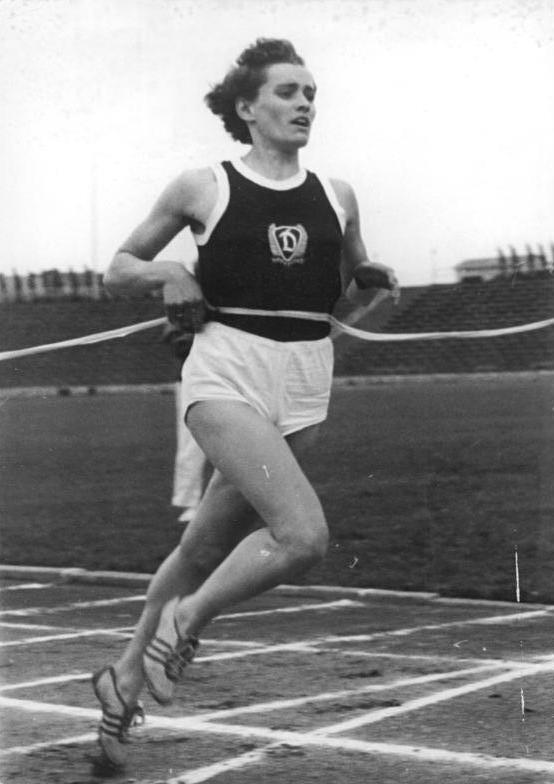
Wie über 100 Meter gab es Silber für Christa Stubnick
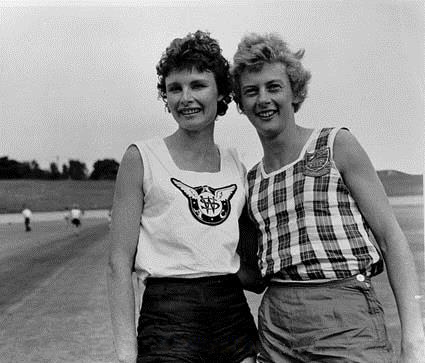
Marlene Matthews (links, im Jahr 1960 zusammen mit Betty Cuthbert) – Olympiadritte wie über 100 Meter
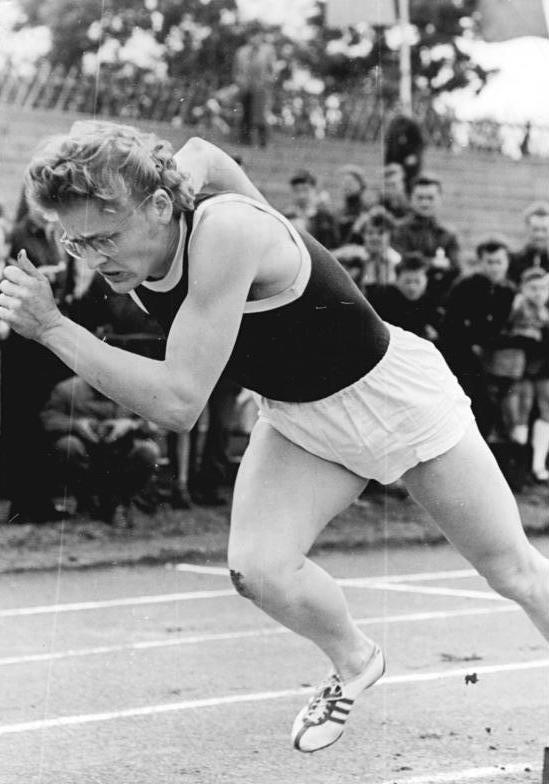
Gisela Birkemeyer, zwei Tage zuvor Olympiazweite über 80 m Hürden, kam hier auf den sechsten Platz

## Videolinks
- Melbourne 1956 Official Olympic Film - Part 4 | Olympic History, Bereich: 2:20 min bis 3:16 min, youtube.com, abgerufen am 18. August 2021
- Betty Cuthbert – 1956 Melbourne Olympics, Bereich 0:18 min bis 0:49 min, youtube.com, abgerufen am 10. Oktober 2017